# Păstor (simbol)
Păstorul în confesiunea Adventistă de Ziua a 7-a este un fel de preot pentru membrii bisericii. El se ocupa cu predicarea scripturilor, sfătuirea oamenilor etc. În salariul obținut contribuie și zecimea data de membrii bisericilor. Se numesc păstori deoarece Domnul Iisus a fost un pastor pentru poporul sau și se considera ca ei trebuie sa îndrume pe ceilalți oameni spre adevăr cu pasaje din Biblie răspunzând-le la întrebări, asa cum a făcut Isus în biblie.